# 우에스기 하루히로

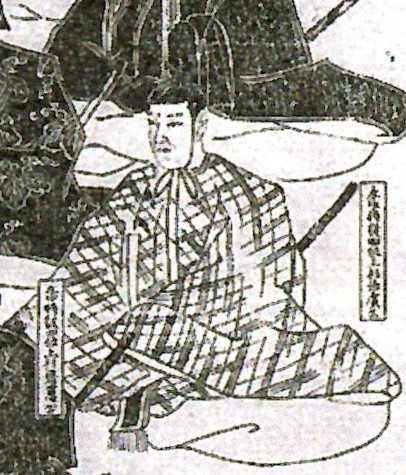

우에스기 하루히로(일본어: 上杉治広, 1764년 8월 8일 ~ 1822년 10월 25일)는 일본 에도 시대의 다이묘로, 요네자와번의 10대 번주이다. 어릴적 이름은 마스노스케(増之助), 야스노스케(保之助)이고, 통칭은 기헤이지(喜平次)이며, 초명은 가쓰무네(勝意)이다. 관위는 종4위하, 단조다이히쓰(弾正大弼), 시종(侍従)으로, 나중에 소장(少将)으로 승진하였다.
메이와 원년(1764년) 7월 11일에 요네자와 번의 8대 번주 우에스기 시게사다의 둘째 아들로 태어났으며, 9대 번주 우에스기 하루노리의 양자이다. 다만, 『간세이 중수 제가보(寛政重修諸家譜)』에서는 하루히로가 호레키 11년(1761년)에 태어났다고 기록하고 있다. 소년기에 하루노리의 측근 중 한 사람인 기무라 다카히로에게 교육을 받았다. 또 아마카스 마고에몬(甘粕孫右衛門), 마루야마 헤이로쿠(丸山平六), 가미야 세이자에몬(神谷清左衛門), 아사바 로쿠로자에몬(浅羽六郎左衛門)이 보좌역을 맡았다.
덴메이 2년(1782년), 친형인 우에스기 가쓰히로가 생존해 있었음에도 하루히로가 자형인 하루노리의 양자가 되었다. 덴메이 5년(1785년), 하루노리가 은거함에 따라 가문을 계승하였다. 하루노리는 은거하였지만 친아버지 시게사다와 함께 하루히로의 번 통치 후견인이 되었고, 이 때문에 정무에 있어서는 하루히로가 전면에 나서고는 있지만, 실질적으로 하루노리의 후견에 의한 치적이 많아, 하루히로가 독자적인 정책을 내놓을 기회가 없었다고 전해진다. 다만, 이때 하루노리가 젊은 하루히로에게 번주직을 물려준 것은 개혁에 대한 저항 세력의 반발과 피로감, 막부 지시의 회피, 선대 번주 생존중 선대의 친아들을 계승시키겠다는 의지 등이 작용했다고 한다.
덴메이 연간은 시가 스케치카가 재정 재건을 주도했으나 실패하였고, 간세이 이후에는 노조키 요시마사, 마사모치 부자가 중심이 되어 재정 재건 및 개혁을 진행하여, 양아버지 하루노리의 개혁은 하루히로의 치세 때 그 성과를 올리게 되었다. 간세이 3년(1791년)에 영내 인구는 99,119명이었는데, 간세이 10년(1798년)이 되면 103,721명이 되었다. 교와 원년(1801년)에 마을 내에 오십조합(五什組合)을 조직시켜, 상호 부조의 체제를 정비했다. 또 치세 중에 번 사업으로서는 최초의 용수로 공사인 기타조 향(北条郷) 신규 둑 공사가 구로이 다다요리에 의해 행해졌고, 구로이가 제안한 이토요 산 아나세기(飯豊山穴堰) 공사도 착수되었다.
하루히로는 하루노리의 양자가 되었을 때, 하루노리의 맏아들 우에스기 아키타카를 후사로 삼았으나, 아키타카가 일찍 사망하였기 때문에, 친형 가쓰히로의 맏아들로 자신에게는 조카인 우에스기 나리사다를 후계자로 삼고 분카 9년(1812년)에 은거하였다. 분세이 5년(1822년) 9월 11일, 양아버지이자 자형인 하루노리가 사망하자 그 뒤를 따르듯 하루히로도 같은 해에 사망하였다.
| 전임 우에스기 하루노리 | 제10대 요네자와번 번주 1785년 ~ 1812년 | 후임 우에스기 나리사다 |